# Eberhard Höll

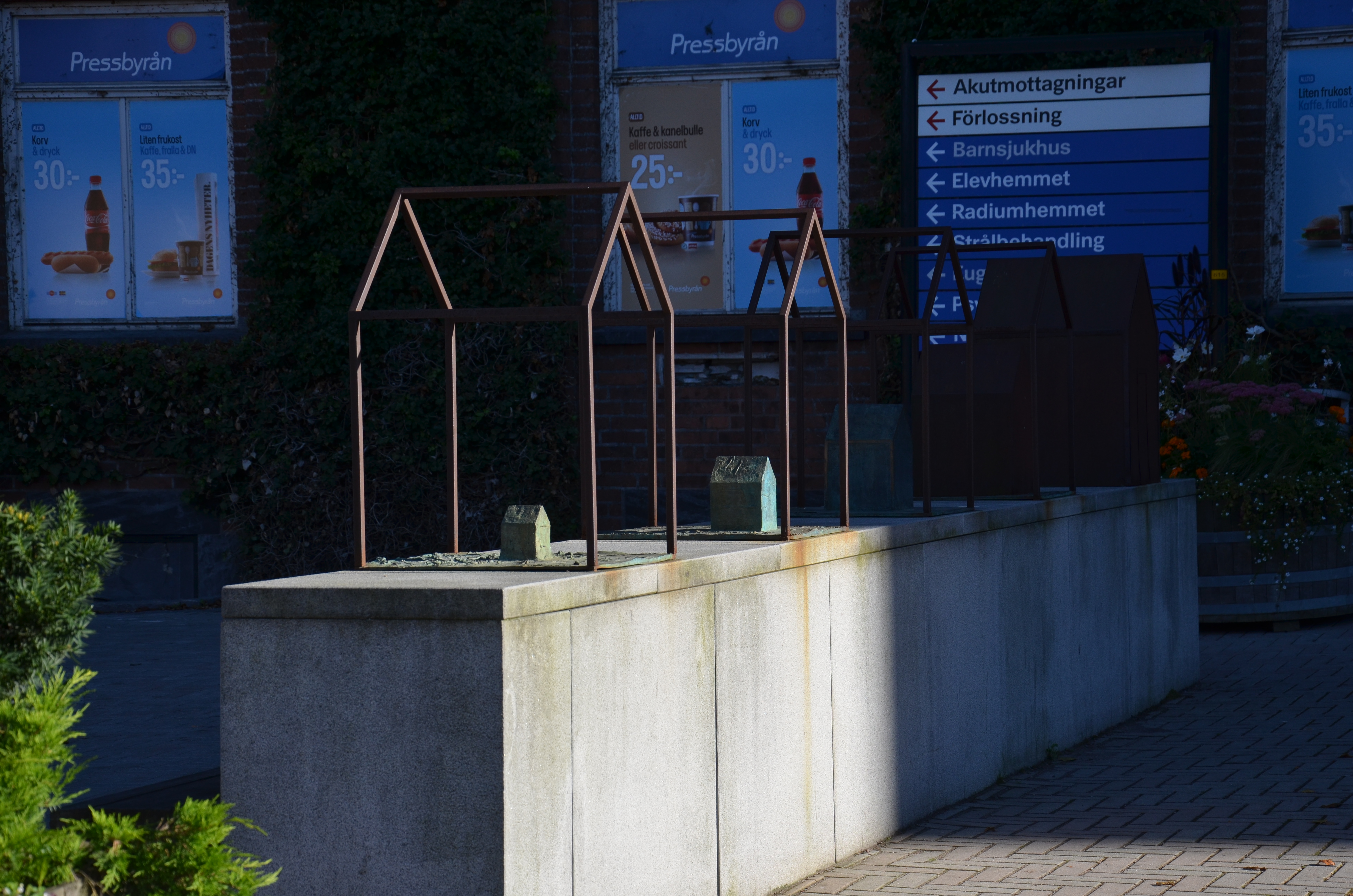
Land och stad II

Eberhard Christian Wilhelm Höll, född 11 mars 1947, är en svensk skulptör.
Eberhard Höll är professor i skulptur på Kungliga Konsthögskolan i Stockholm.

## Verk i urval
- Land och stad II, stål och betong, 2000, utanför Karolinska universitetssjukhusets huvudingång, Solna